# Plefsi Eleftherias
Plefsi Eleftherias (griechisch Πλεύση Ελευθερίας ‚Kurs der Freiheit‘) ist eine linksnationalistische und populistische Partei in Griechenland. Ideologisch ist sie der Anti-Establishment-Politik, EU-Skeptizismus und dem Progressivismus zuzuordnen. Begründet wurde sie am 19. April 2016 von der ehemaligen Präsidentin des griechischen Parlaments Zoi Konstantopoulou.

## Geschichte
Nach der Verabschiedung des dritten wirtschaftlichen Anpassungsprogramms für Griechenland durch die erste SYRIZA-ANEL-Regierung distanzierte sich Zoi Konstantopoulou von den Ansichten der Partei und nahm an den folgenden Parlamentswahlen als Vorsitzende der Laiki Enotita (Λαϊκή Ενότητα ‚Volkseinheit‘) im Wahlbezirk Athen A teil. Die Partei schaffte es jedoch nicht über die Sperrklausel hinaus und schaffte es somit nicht in das Parlament einzuziehen.
Am 29. April 2016 gab Konstantopoulou die Gründung von Plefsi Eleftherias bekannt. Laut ihrer Gründungserklärung bestehen die Handlungsziele der Partei aus: „Demokratie, Gerechtigkeit, Transparenz, Bürgerrechten, Schuldenerlass und der Forderung nach Reparationen aus dem Zweiten Weltkrieg“.
An der Gründungsveranstaltung nahmen unter anderen Rachel Makri, Nadia Valavani, Aglaia Kiritsi, Giannis Stathas (alle vier waren Parlamentarier und waren 2015 aus der Syriza ausgetreten), Manousos Manousakis, Charis Sozos, Vasia Panagopoulou, Avgi Voutsina und Deppy Golema teil.
Bei den Wahlen zum griechischen Parlament im Mai 2023 verpasste die Partei nur knapp den Einzug ins Parlament.

## Wahlergebnisse
| Jahr      | Stimmen | Anteil | Mandate | Platz |
| --------- | ------- | ------ | ------- | ----- |
| 2019      | 82.673  | 1,46 % | 0/300   | 8.    |
| Mai 2023  | 170.298 | 2,89 % | 0/300   | 7.    |
| Juni 2023 | 165.523 | 3,17 % | 8/300   | 8.    |

| Jahr | Stimmen | Anteil | Mandate | Platz |
| ---- | ------- | ------ | ------- | ----- |
| 2019 | 81.269  | 1,6 %  | 0/21    | 8.    |
| 2024 | 135.310 | 3,4 %  | 1/21    | 7.    |

## Logo
Im Logo der Partei sind sechs Deltas abgebildet, die den in der Gründungserklärung genannten Zielen der Partei entsprechen:
- Demokratie (Δημοκρατία, Dimokratia)
- Gerechtigkeit (Δικαιοσύνη, Dikeosyni)
- Transparenz (Διαφάνεια, Diafania)
- Rechte (Δικαιώματα, Dikeomata)
- Erlass der griechischen Schulden (Διαγραφή του Ελληνικού χρέους, Diagrafi tou Ellinikou chreous)
- Deutsche Reparationen aus dem Zweiten Weltkrieg geltend machen (Διεκδίκηση γερμανικών οφειλών του Β' Παγκοσμίου Πολέμου, Diekdikisi germanikon ofilon tou V Pangosmiou Polemou)